# Rieko Kanai
Rieko Kanai (jap. 金井 理恵子, Kanai Rieko; * 4. November 1981 in Ueda, Präfektur Nagano) ist eine ehemalige japanische Skispringerin.
Kanai begann im Alter von acht Jahren mit dem Skispringen. 2002 wurde sie in den Nationalkader aufgenommen und sprang am 19. Februar 2003 mit dem FIS-Springen in Breitenberg ihren ersten internationalen Wettkampf. Am 8. Februar 2005 gab sie ihr Debüt im Skisprung-Continental-Cup und konnte von Anfang an gute Ergebnisse erzielen. So konnte sie bereits im vierten Springen in Saalfelden mit dem sechsten Platz unter die besten zehn springen. Die Saison 2004/05 beendete Kanai am Ende auf dem 20. Platz in der Gesamtwertung. Nach weiteren vier eher mittelmäßigen Saisons erreichte sie diese Platzierung in der Gesamtwertung erneut in der Saison 2009/10. Nach dieser Saison beendete sie im Alter von 28 Jahren ihre Karriere.